# Municipio de Grover (condado de Baxter)
El municipio de Grover (en inglés: Grover Township) es un municipio ubicado en el condado de Baxter en el estado estadounidense de Arkansas. En el año 2010 tenía una población de 2438 habitantes y una densidad poblacional de 61,87 personas por km².

## Geografía
El municipio de Grover se encuentra ubicado en las coordenadas 36°22′49″N 92°31′47″O / 36.38028, -92.52972. Según la Oficina del Censo de los Estados Unidos, el municipio tiene una superficie total de 39.4 km², de la cual 33,91 km² corresponden a tierra firme y (13,95 %) 5,5 km² es agua.

## Demografía
Según el censo de 2010, había 2438 personas residiendo en el municipio de Grover. La densidad de población era de 61,87 hab./km². De los 2438 habitantes, el municipio de Grover estaba compuesto por el 97,66 % blancos, el 0,12 % eran afroamericanos, el 0,25 % eran amerindios, el 0,45 % eran asiáticos, el 0,41 % eran de otras razas y el 1,11 % eran de una mezcla de razas. Del total de la población el 1,52 % eran hispanos o latinos de cualquier raza.